# Steeple (Essex)
Steeple est un village et une paroisse civile de l'Essex, en Angleterre.